# Église Saint-Sulpice
De kerk Saint-Sulpice is een 17e-eeuwse kerk in de gelijknamige wijk van Parijs. De kerk is gewijd aan de heilige Sulpitius de Vrome. De kerk is 118 meter lang en 57 meter breed. Dit is niet veel korter dan de Notre-Dame van Parijs en hiermee is het de op een na grootste kerk van Parijs. 
Heinrich Heine trouwde in de Saint-Sulpice. Aan het priesterseminarie Saint-Sulpice studeerden diverse bekende personen zoals Charles-Maurice de Talleyrand.

Plattegrond

## De bouw
Het initiatief tot de bouw werd in 1642 genomen door de priester Jean-Jacques Olier en de eerste steen werd in 1646 gelegd door koningin-regentes Anna van Oostenrijk. De bouw verliep in etappes en pas in 1788 was de kerk klaar.

## De crypte
Onder de kerk liggen meerdere crypten, die samen vrijwel hetzelfde oppervlak hebben als de kerk zelf. De crypte bestaat uit de overblijfselen van een oudere kerk, die bij de bouw van de nieuwe kerk in de 17e eeuw tot op een hoogte van vier meter werden bewaard. Men kan er nog het schip, het koor en het begin van de trap die leidde naar de toren herkennen. In de 17e en 18e eeuw werd de crypte gebruikt als begraafplaats van de aristocratie van de parochie van Saint-Germain. De Saint-Sulpice was zo  de grafkerk van een aantal bekende Franse families, waaronder Condé, Conti en Luynes. Ook Gourville is hier begraven, evenals Charles Marie Widor, componist en lange tijd organist van de kerk. De atmosfeer in de crypte zou bevorderlijk zijn geweest voor het conserveren van de doden en midden de 18e eeuw was de crypte een trekpleister voor buitenlandse toeristen.

## Het grote orgel
De Saint-Sulpice is bekend door het grote orgel (1862) van Aristide Cavaillé-Coll dat nog in originele staat is. Toen het opgeleverd werd, was het een van de weinige orgels met 100 registers in Europa. Het is wereldberoemd en kandidaat om opgenomen te worden in de Werelderfgoedlijst van de UNESCO.

## Foto's

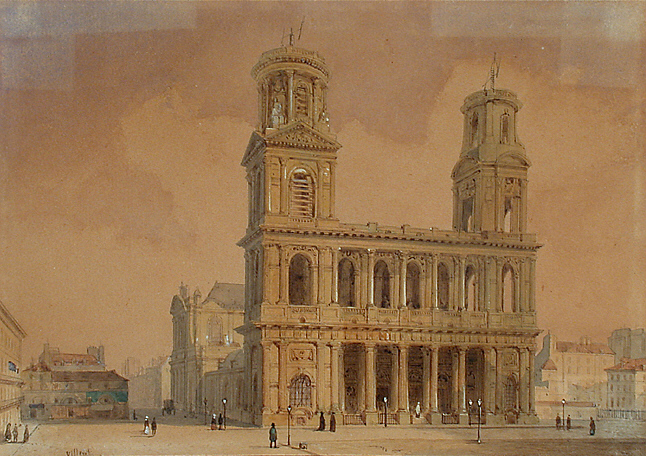
De Saint-Sulpice in de 19e eeuw
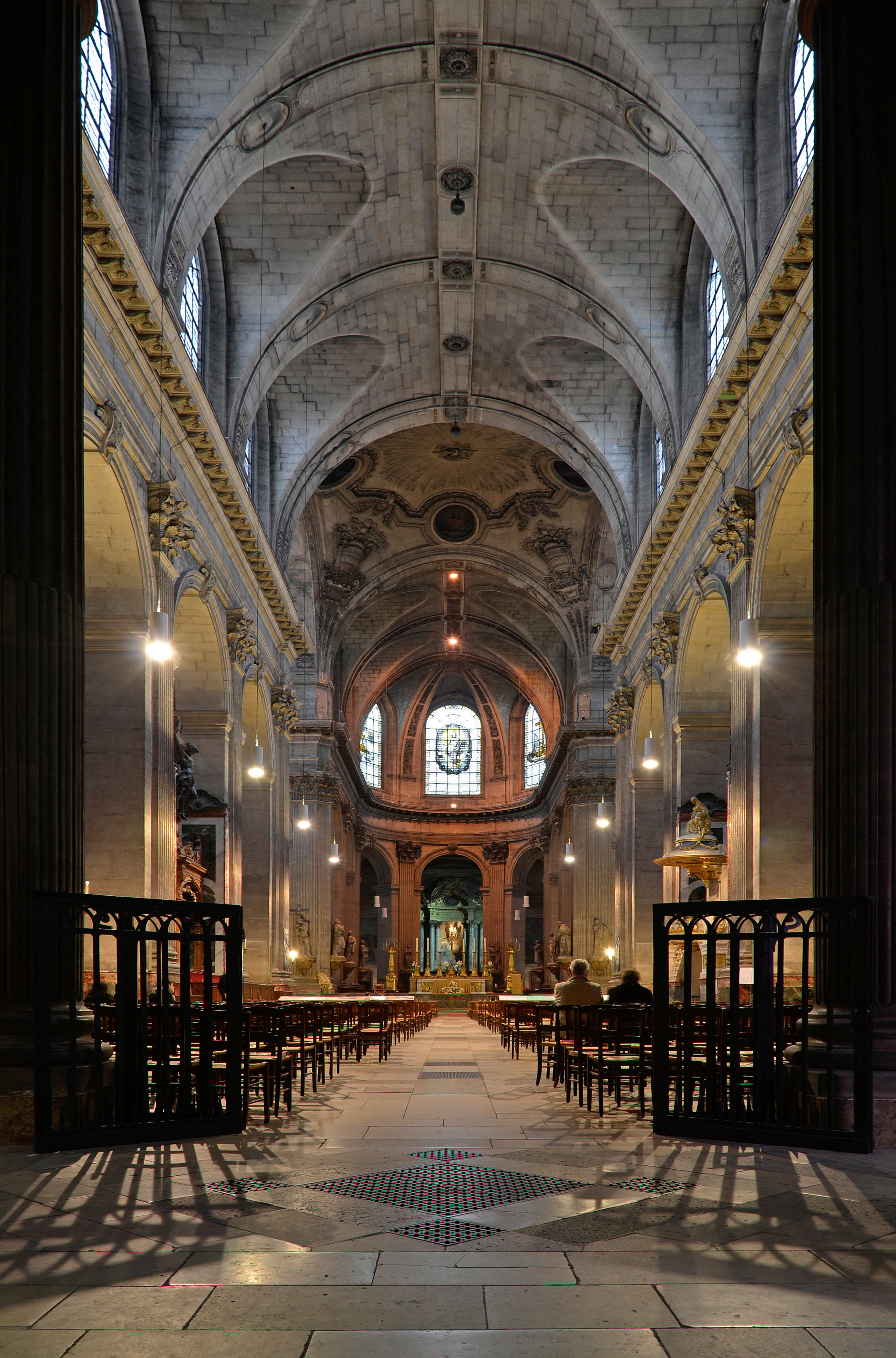
Interieur (2012)
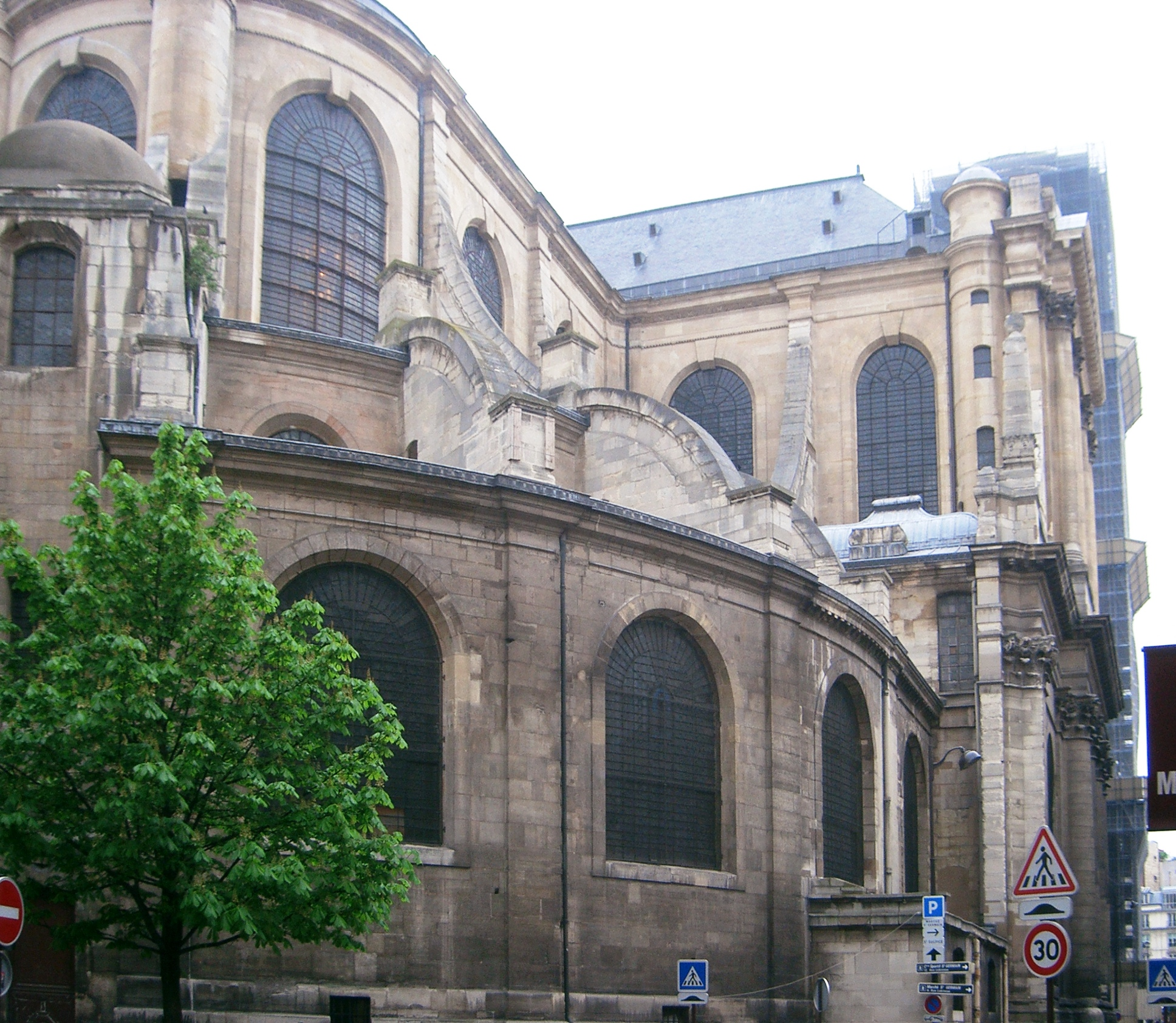
Koor van de kerk vanuit het noordoosten
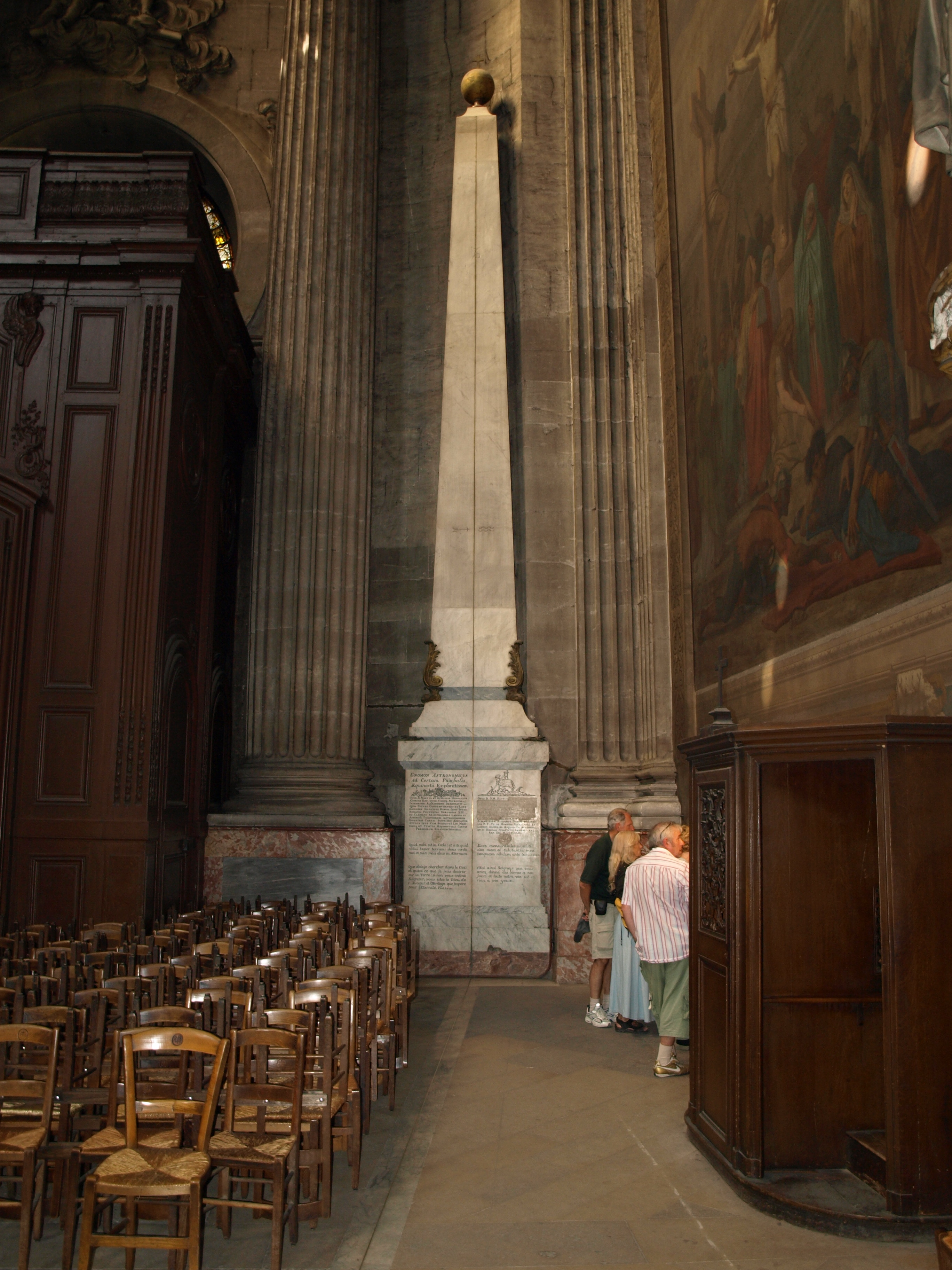
Gnomon
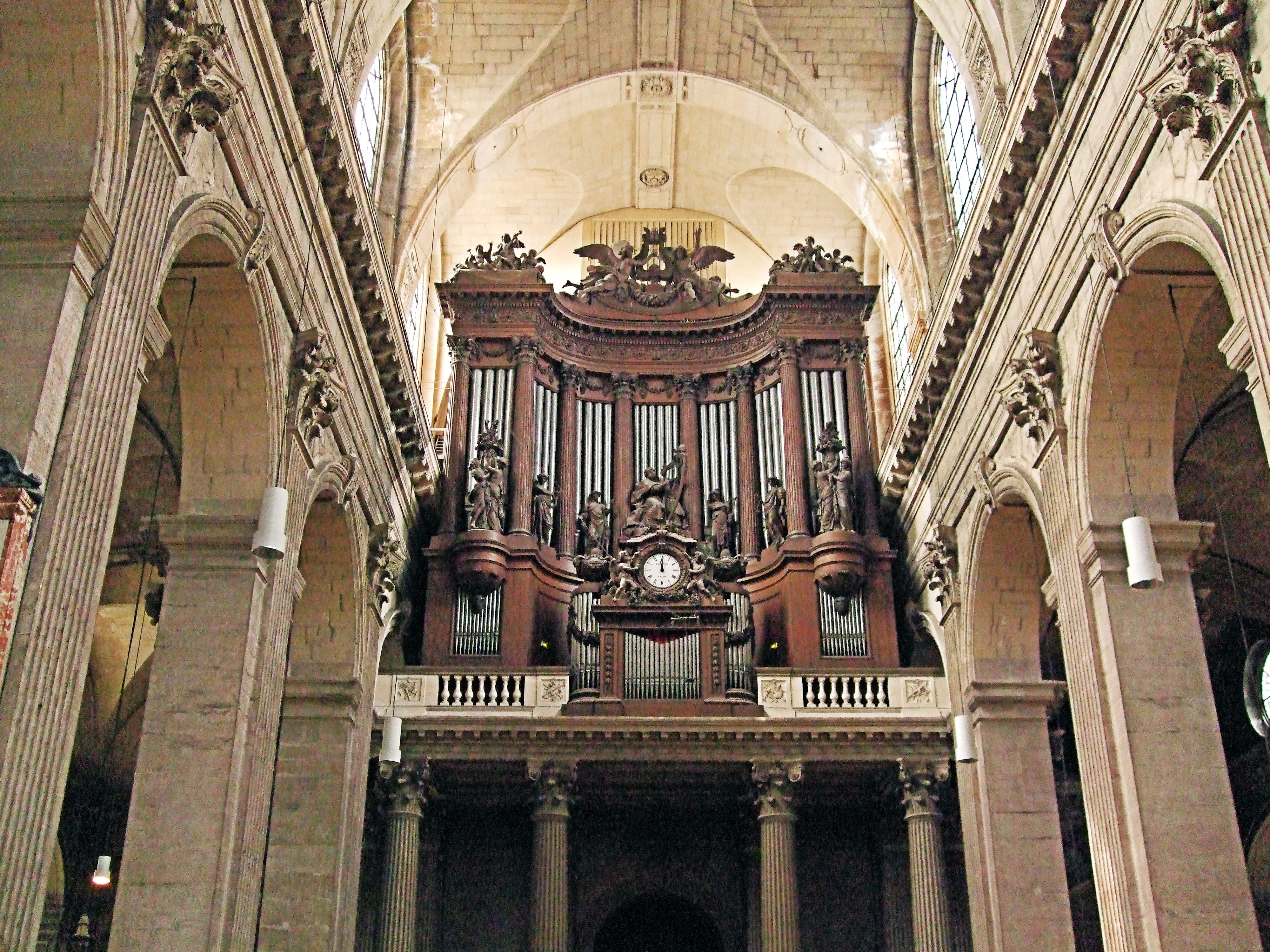
Orgel